# لووز (آلمان)
لووز (به آلمانی: Loose) یک شهر در آلمان است که در رندسبورگ-اکرنفورده واقع شده‌است. لووز ۸۲۴ نفر جمعیت دارد.